# Monorroda

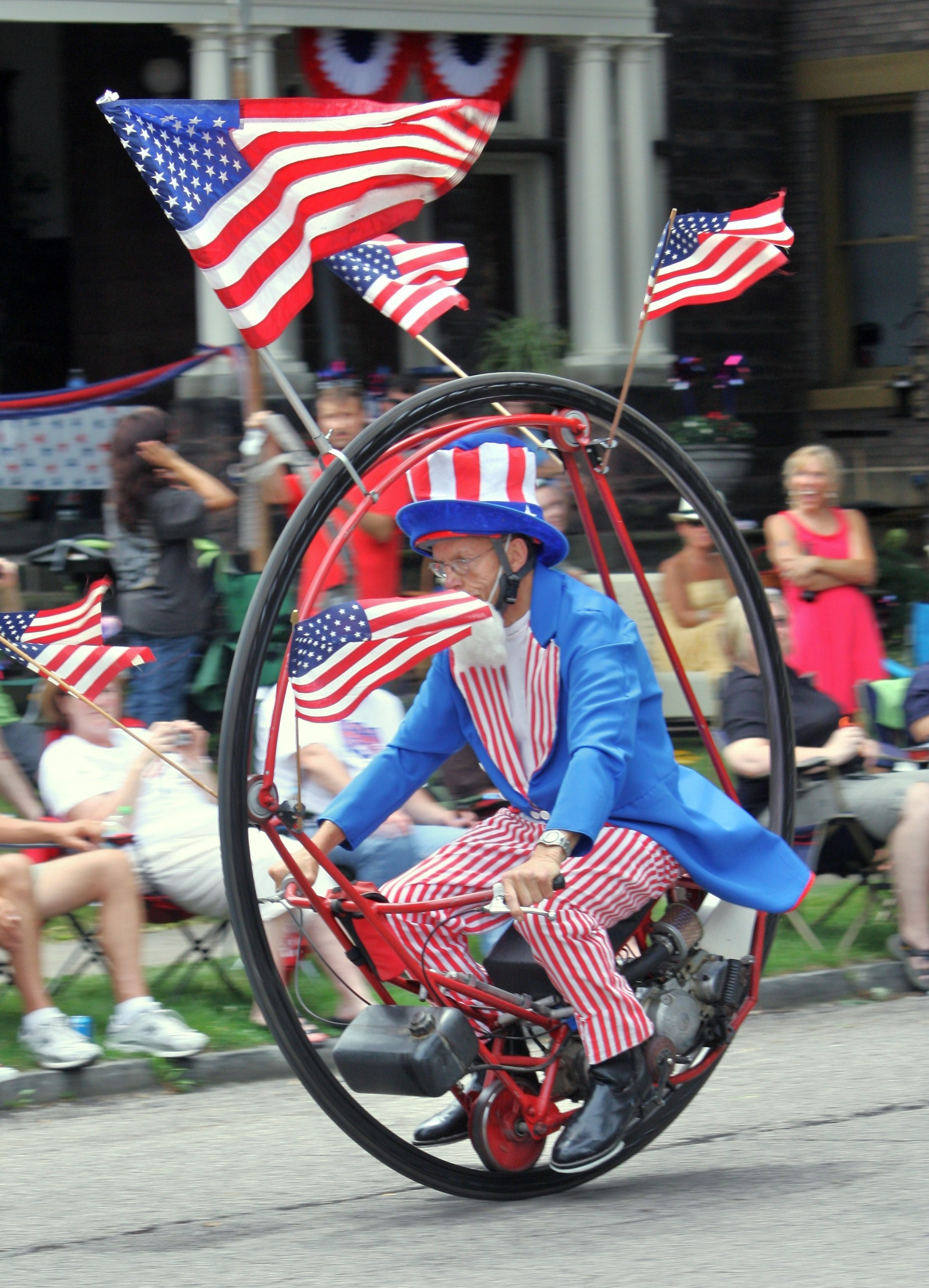
Um piloto de monorroda na Parade Doo Dah 2011, Columbus, Ohio.

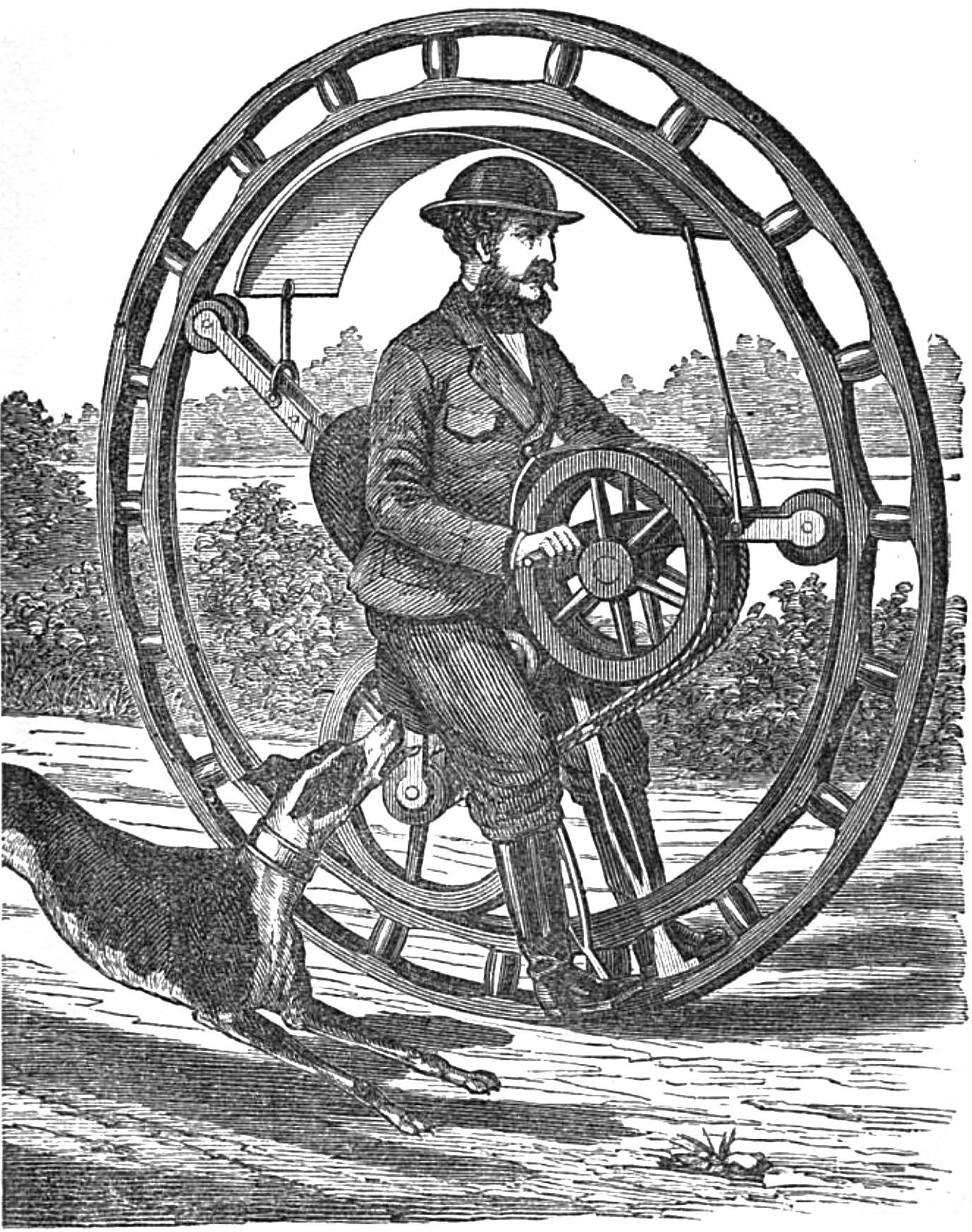
O Monociclo de Hemmings, ou "Velocípede Yankee Voador", era uma monorroda movida à mão, patenteada em 1869 por Richard C. Hemmings.

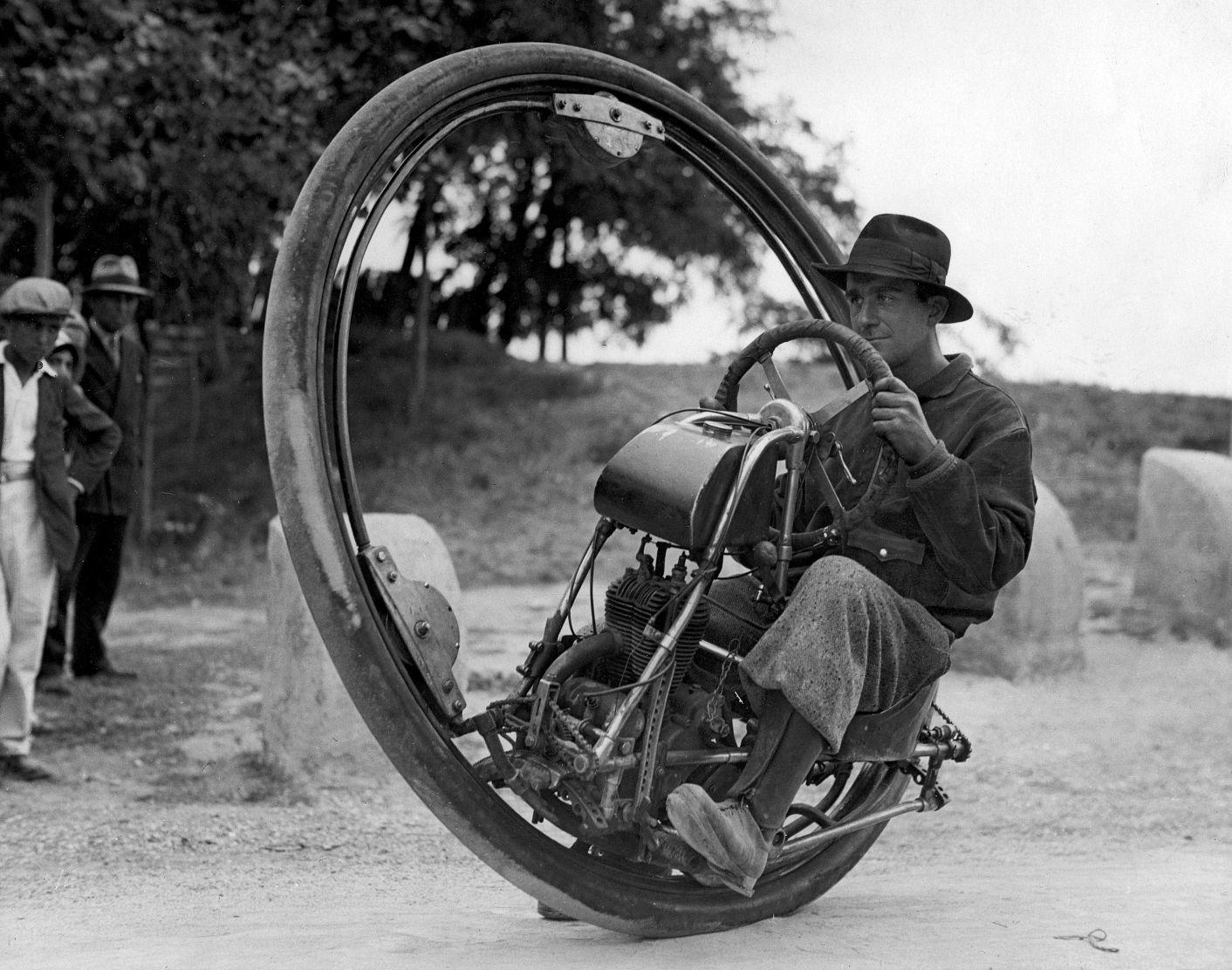
Monorroda Cislaghi Motoruota de 1931, modificada por Giuseppe Goventosa.

Uma monorroda é um veículo de lagarta única de uma só roda semelhante a um monociclo. Ao contrário do monociclo, uma monorroda consiste em uma roda grande e oca que gira acima e ao redor do motorista. Monorrodas são normalmente movidas por um motor, como acontece com uma motocicleta, com um chassi que fixa a direção, o banco do motorista e o mecanismo de propulsão ao interior da roda.
Monorrodas à manivela e acionadas por pedal foram patenteadas e construídas no final do século XIX; a maioria das monorrodas construídas no século XX eram motorizadas. Alguns construtores modernos se referem a esses veículos como monociclos, embora esse termo também seja usado às vezes para descrever monociclos motorizados.
O recorde mundial de velocidade para uma monorroda motorizada é 98,464km/h.

## Estabilidade
Semelhante às bicicletas, as monorrodas são estáveis na direção da viagem, mas têm estabilidade horizontal limitada. Isso contrasta com os monociclos que são instáveis em ambas as direções. Monorrodas também foram observadas por terem uma velocidade mais baixa, necessária para a estabilidade quando comparados aos monociclos.
Uma monorroda permanece na posição vertical devido aos efeitos giroscópicos, mas sua falta de estabilidade a torna altamente dependente do impulso para frente e do equilíbrio do piloto, que deve manter a estabilidade enquanto dirige. Ao longo da história da monorroda, vários aprimoramentos de estabilidade foram tentados, como suportes de escoramento (Green & Dyer, 1869), patins e hélices (Monorroda Acionada por Hélice de D'Harlingue, 1914), bem como giroscópios, aletas e lemes (a Monorroda V8 McLean, 2003). Muitos ciclistas optam por controlar a estabilidade quando estão parados colocando os pés no chão, semelhante a bicicletas e motocicletas.

## Variantes e veículos relacionados
Tem havido muitas propostas de variantes ou usos, como uma monorroda puxada por cavalos ou um tanque monorroda. Uma monorroda elétrica chamada Dynasphere foi testada em 1932 no Reino Unido.
Em 1971, um inventor americano chamado Kerry McLean construiu seu primeiro monociclo (também conhecido como monorroda). Em 2000, ele construiu uma versão maior, o Foguete Roadster McLean movido por um motor Buick V-8, que posteriormente bateu em 2001, durante o teste inicial. McLean sobreviveu e construiu mais de 25 variações diferentes de sua versão do monociclo, desde modelos movidos a pedal, modelos 5cv, até modelos movidos a V8. Em 2010, a Nokia usou dois monociclos de McLean em seus comerciais promovendo o novo smartphone Nokia SatNav.
Uma variante chamada roda RIOT foi apresentada no Burning Man em 2003. Envolve os passageiros sentados na frente do volante e sendo equilibrados por um contrapeso pesado dentro do volante. Em vez do típico anel de acionamento, este veículo é alimentado por uma roda dentada presa aos raios.
Uma empresa na Holanda começou a receber pedidos personalizados para uma variante de monociclo chamada Wheelsurf em 2007.
Um veículo relacionado é a dirroda ou o diciclo, no qual o piloto é suspenso entre ou dentro de um par de rodas grandes colocadas lado a lado. Um exemplo disso seria o personagem Axel da série de videogames Twisted Metal publicada pela Sony.